# Niedziałki (Sainte-Croix)
Pour les articles homonymes, voir Niedziałki.
Niedziałki est une localité polonaise de la gmina de Rytwiany, située dans le powiat de Staszów en voïvodie de Sainte-Croix.